# Antônio Agostinho Marochi

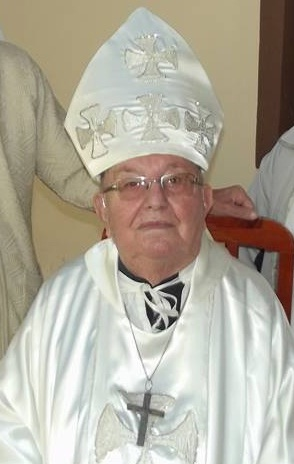
Antônio Agostinho Marochi

Antônio Agostinho Marochi (* 28. August 1925 in Campo Largo da Piedade, Paraná; † 28. Januar 2018 in Presidente Prudente) war ein brasilianischer Geistlicher und römisch-katholischer Bischof von Presidente Prudente.

## Leben
Antônio Agostinho Marochi empfing am 6. Dezember 1953 die Priesterweihe.
Papst Paul VI. ernannte ihn am 27. September 1973 zum Titularbischof von Thabraca und zum Weihbischof im Erzbistum Londrina. Der Erzbischof von Curitiba, Pedro Antônio Marchetti Fedalto, spendete ihm am 6. Dezember desselben Jahres die Bischofsweihe; Mitkonsekratoren waren Geraldo Fernandes Bijos CMF, Erzbischof von Londrina, und Albano Bortoletto Cavallin, Weihbischof in Curitiba. 
Am 2. Februar 1976 berief ihn Paul VI. zum Bischof von Presidente Prudente. Am 20. Februar 2002 nahm Papst Johannes Paul II. sein altersbedingtes Rücktrittsgesuch an.